# Peter Nicolai Arbo
Peter Nicolai Arbo (18. června 1831 Drammen – 14. října 1892 Oslo) byl norský malíř, který se specializoval na motivy z norské historie a ze severské mytologie.

## Život
Vyrostl v bohaté rodině, na zámku Gulskogen. Ten byl postaven v roce 1804 jako letní sídlo jeho staršího bratrance, obchodníka se dřevem a průmyslníka Petera Nicolaie Arba. V současnosti patří Drammenskému uměleckému muzeu (Drammens Museum for Kunst og kulturhistorie) a lze v něm spatřit řadu Arbových děl.
Výtvarné vzdělání nejprve získal na umělecké škole, kterou provozoval Frederik Ferdinand Helsted v Kodani (1851–1852) a poté nastoupil na uměleckou akademii v Düsseldorfu. V letech 1853 až 1855 studoval u Karla Ferdinanda Sohna a v letech 1857 až 1858 u Emila Hüntena. V Düsseldorfu byl rovněž nějakou dobu soukromým studentem malíře Otty Mengelberga. Byl v kontaktu s Adolphem Tidemandem a stal se dobrým přítelem Hanse Guda. Obvykle je také řazen k Düsseldorfské malířské škole.
V roce 1861 se vrátil do Norska a v následujícím roce se vydal na studijní cestu společně s Gudem a Frederikem Collettem. V roce 1863 namaloval první verzi stáda koní v horách, motiv, kterého se později ještě několikrát chopil. Verze z roku 1889 je dnes k vidění v Národním muzeu umění, architektury a designu (Nasjonalmuseet for kunst, arkitektur og design) v Oslu a je považována za jednu z jeho nejdůležitějších prací.
Od roku 1863 žil v Paříži. Působil tam až do roku 1874, kdy se přestěhoval zpět do Norska a usadil se v Kristianii (dnešním Oslu). V roce 1866 byl jmenován rytířem řádu svatého Olava a rytířem řádu Vasa. Zastával řadu funkcí, od roku 1875 až do své smrti byl ředitelem Kristianské umělecké společnosti. Jeho bratr Carl Oscar Eugen Arbo byl průkopníkem norské antropologie.

## Galerie

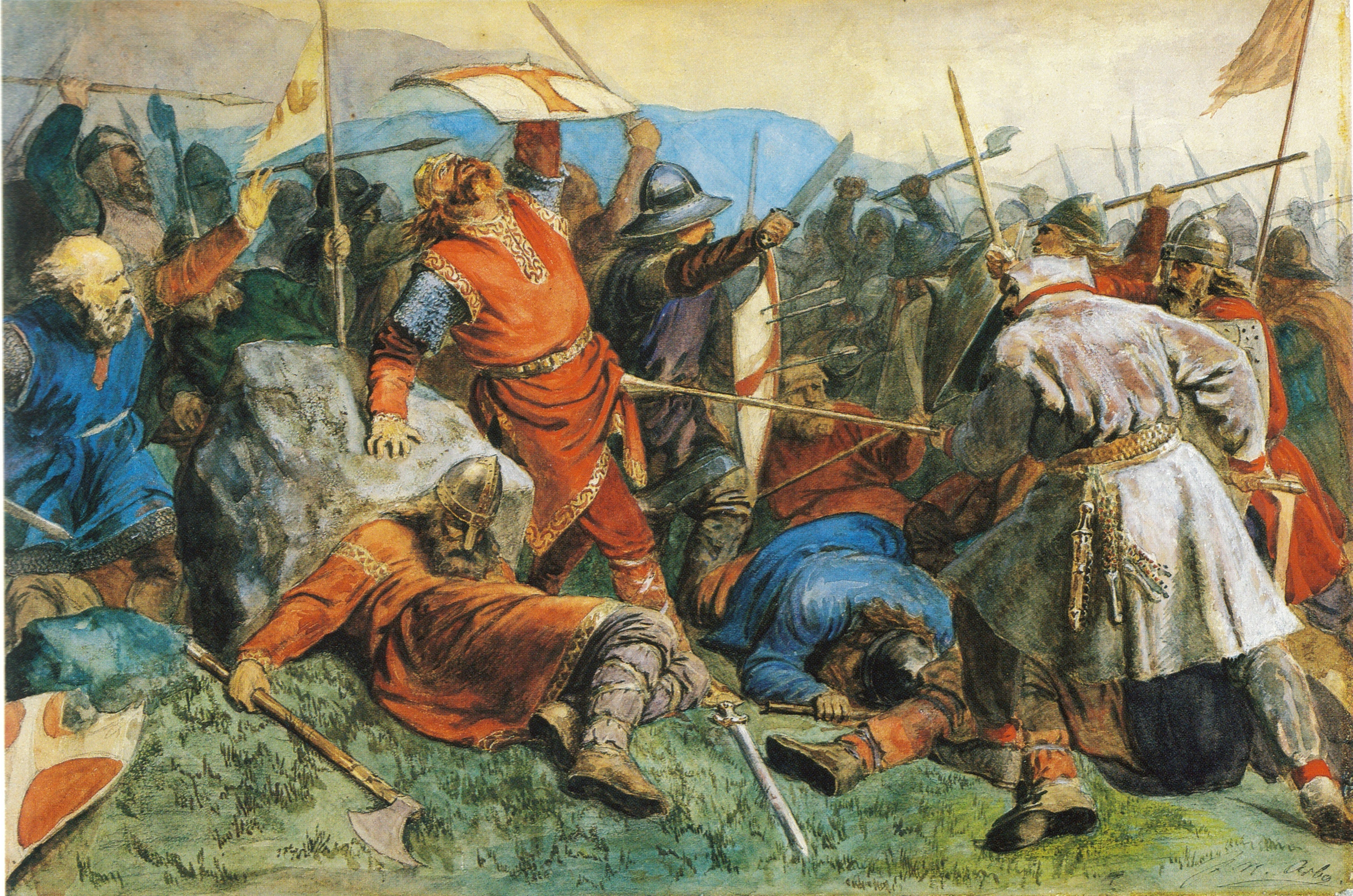
Saint Olav at the Battle of Stiklestad (1859)
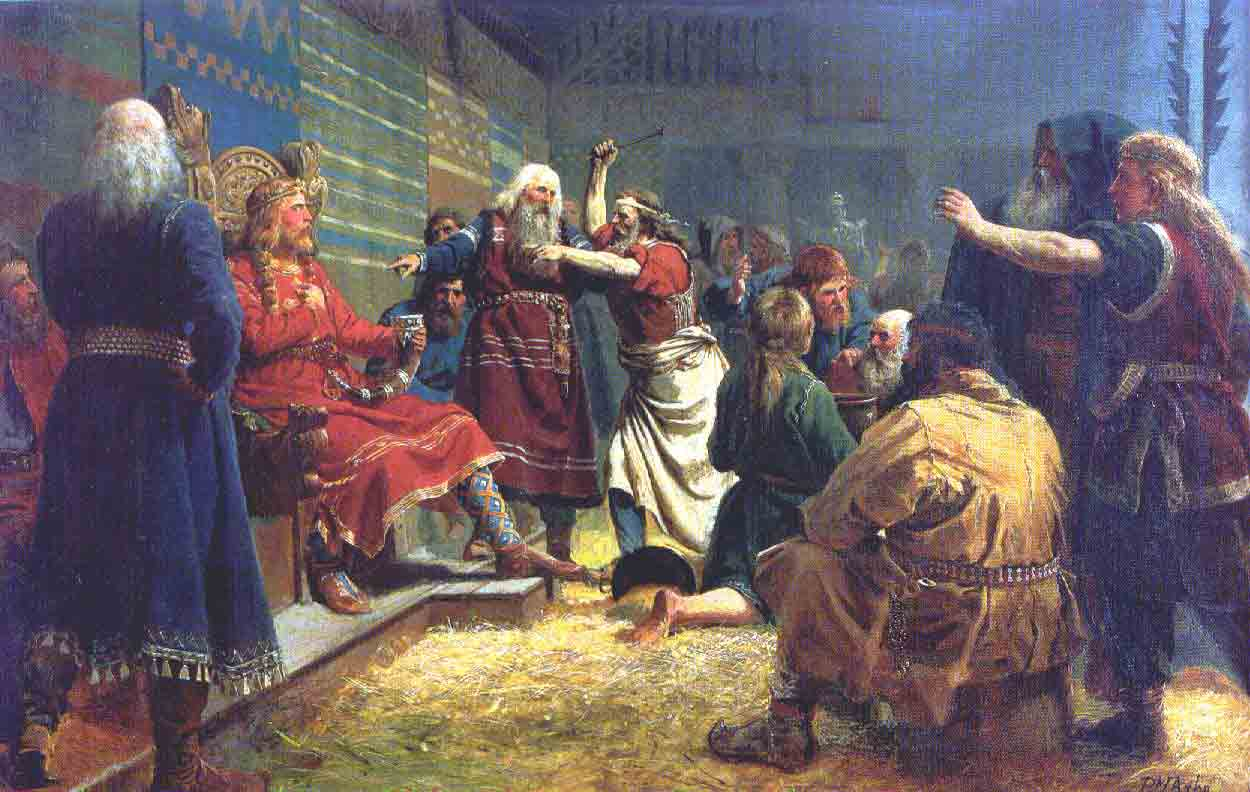
Håkon the Good (1860)
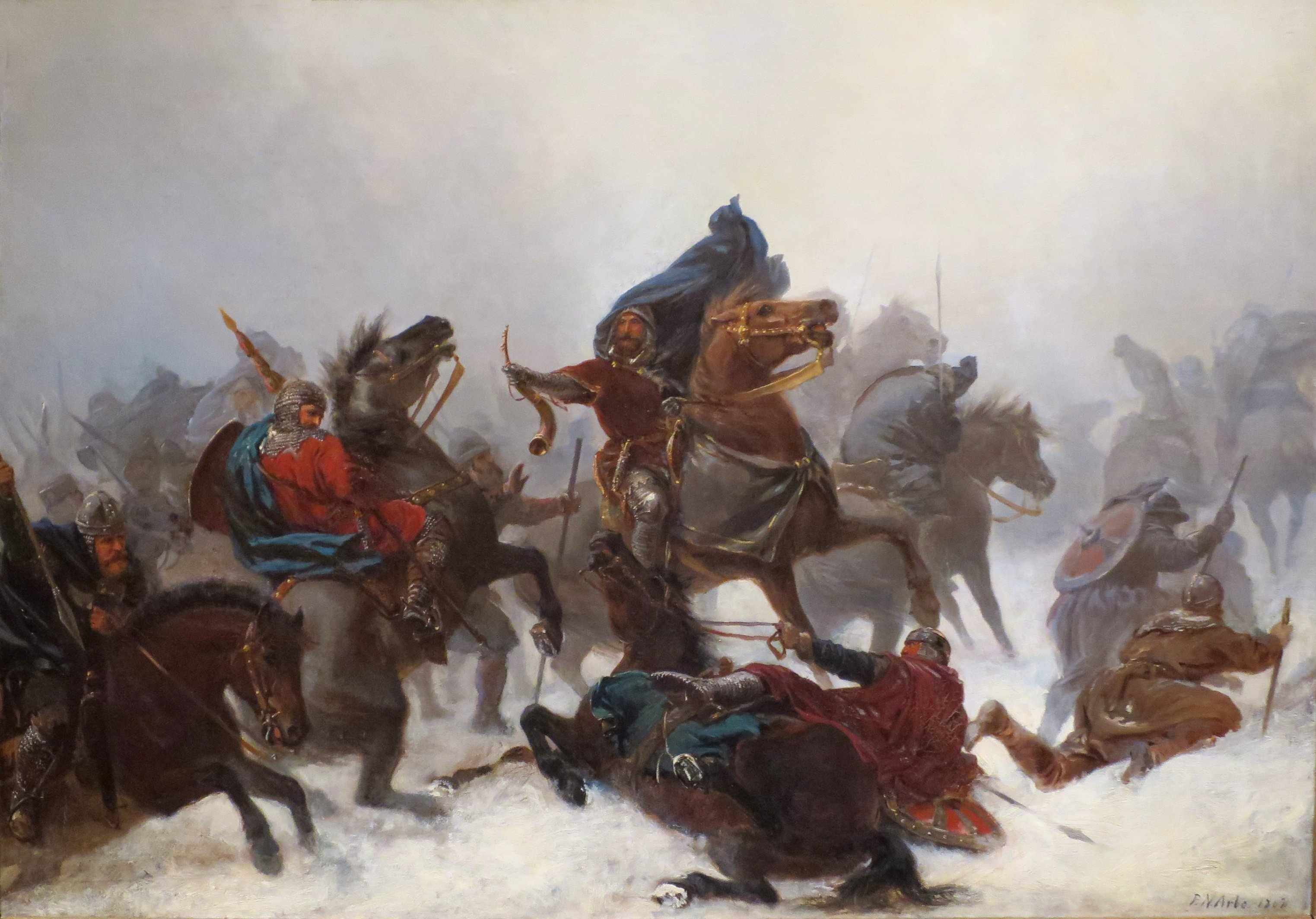
King Sverre's march over the Vossefjell (1861)
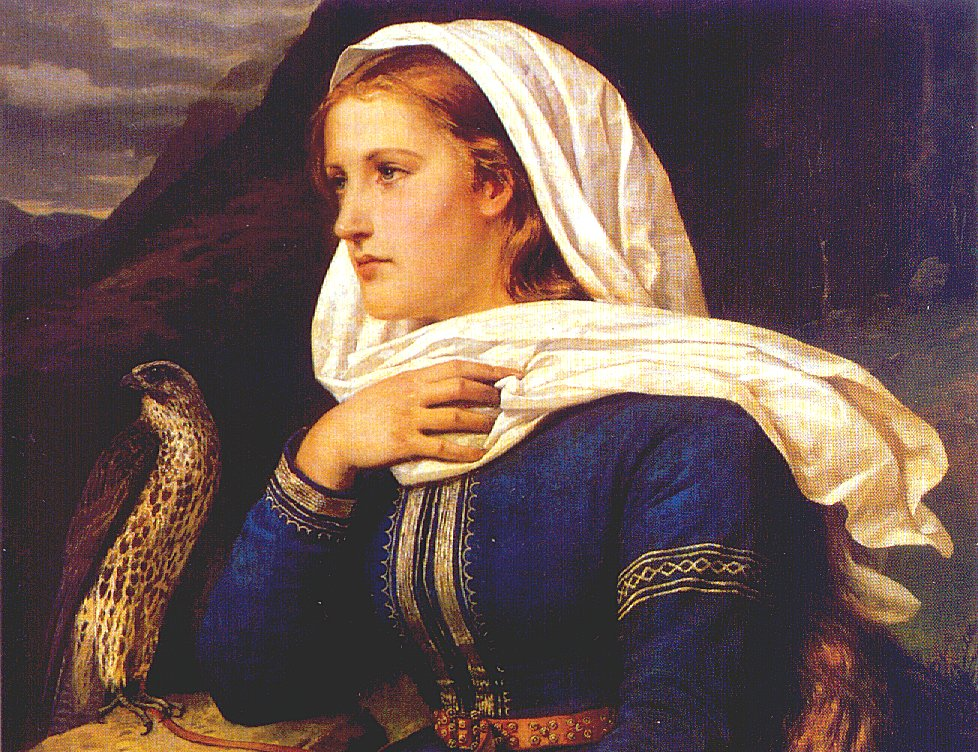
Ingeborg, Frithjof's beloved (1868)
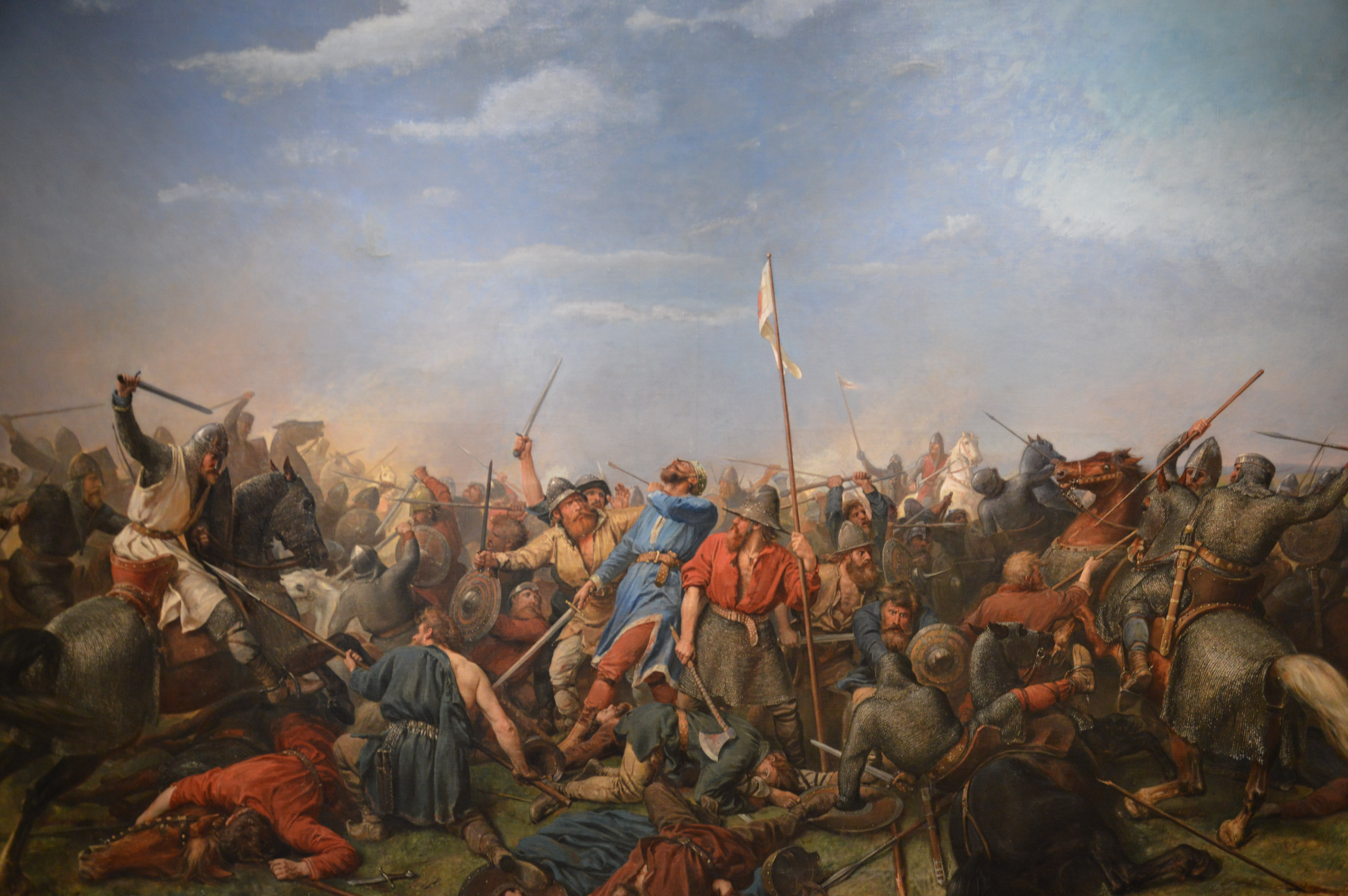
Battle of Stamford Bridge (1870)
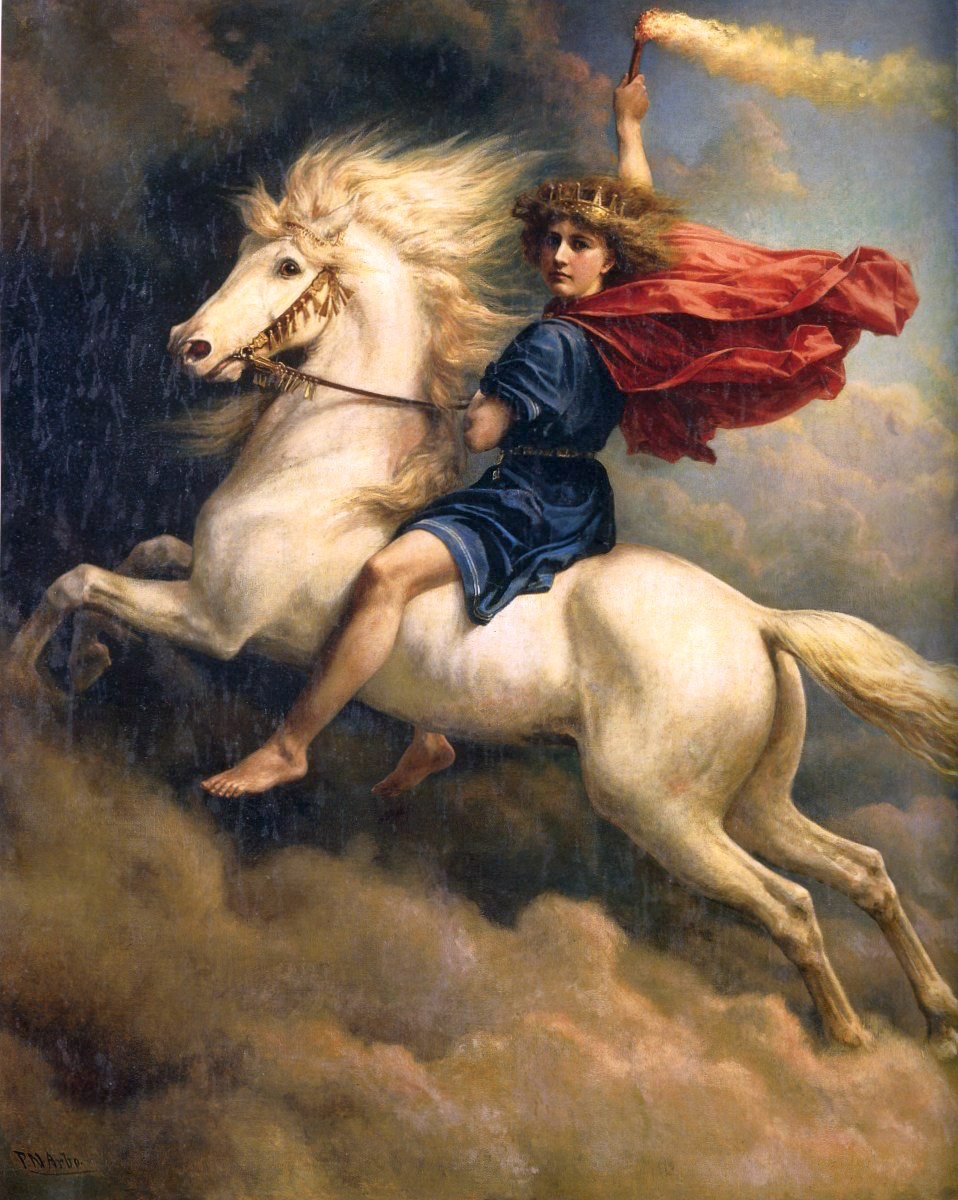
Dagr (1874)
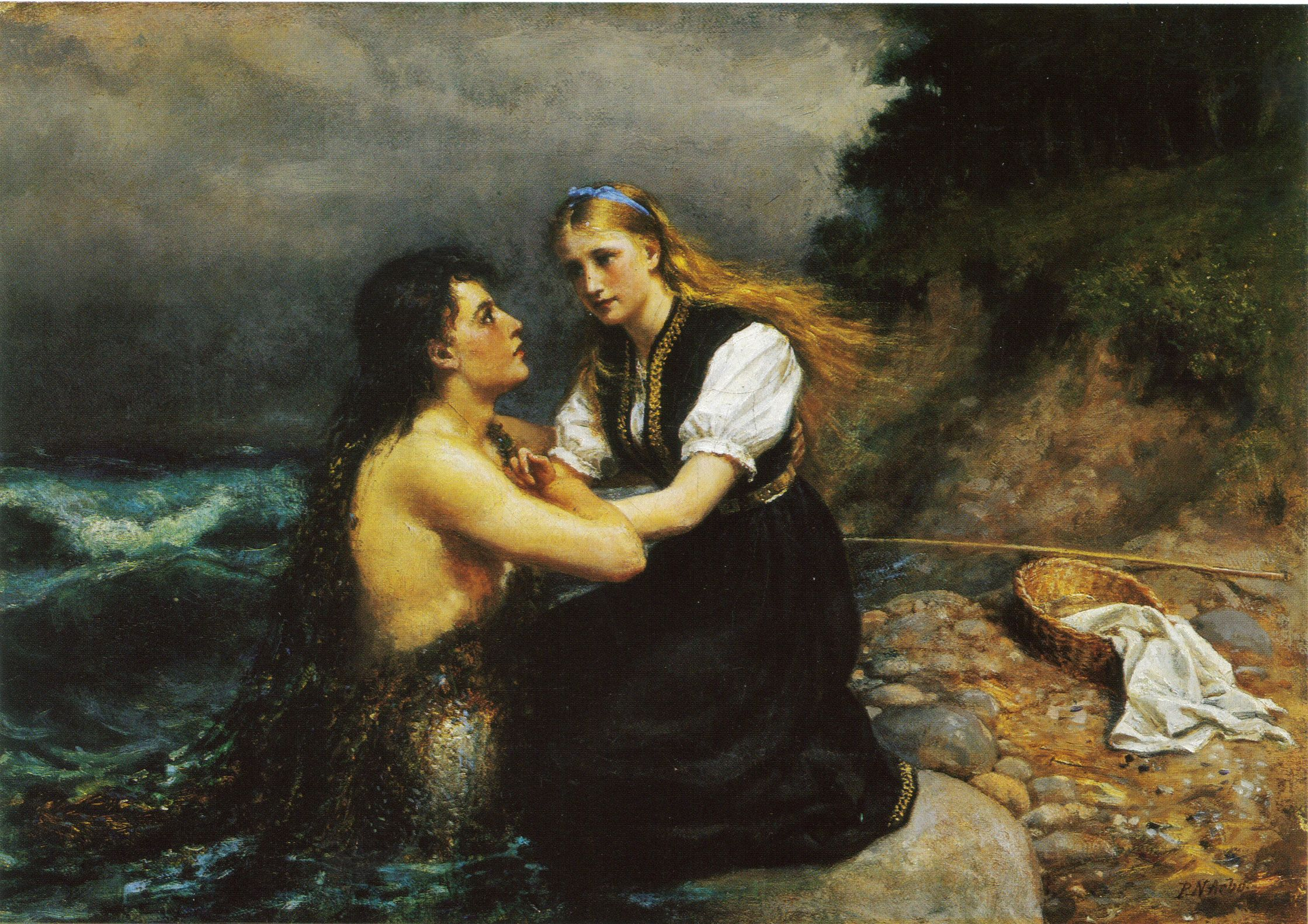
Šablona:Interlanguage link multi og Havmanden (1874-1880)
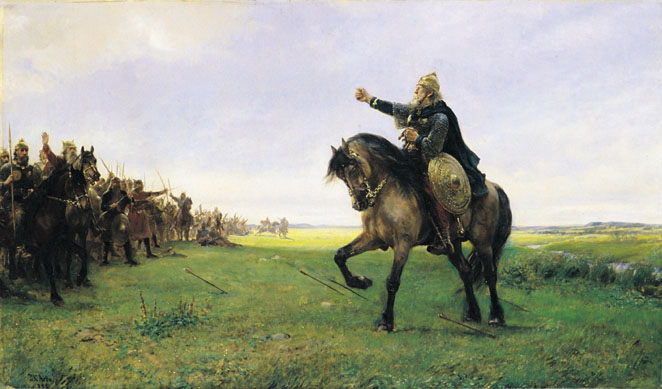
Gizur challenges the Huns (1886)
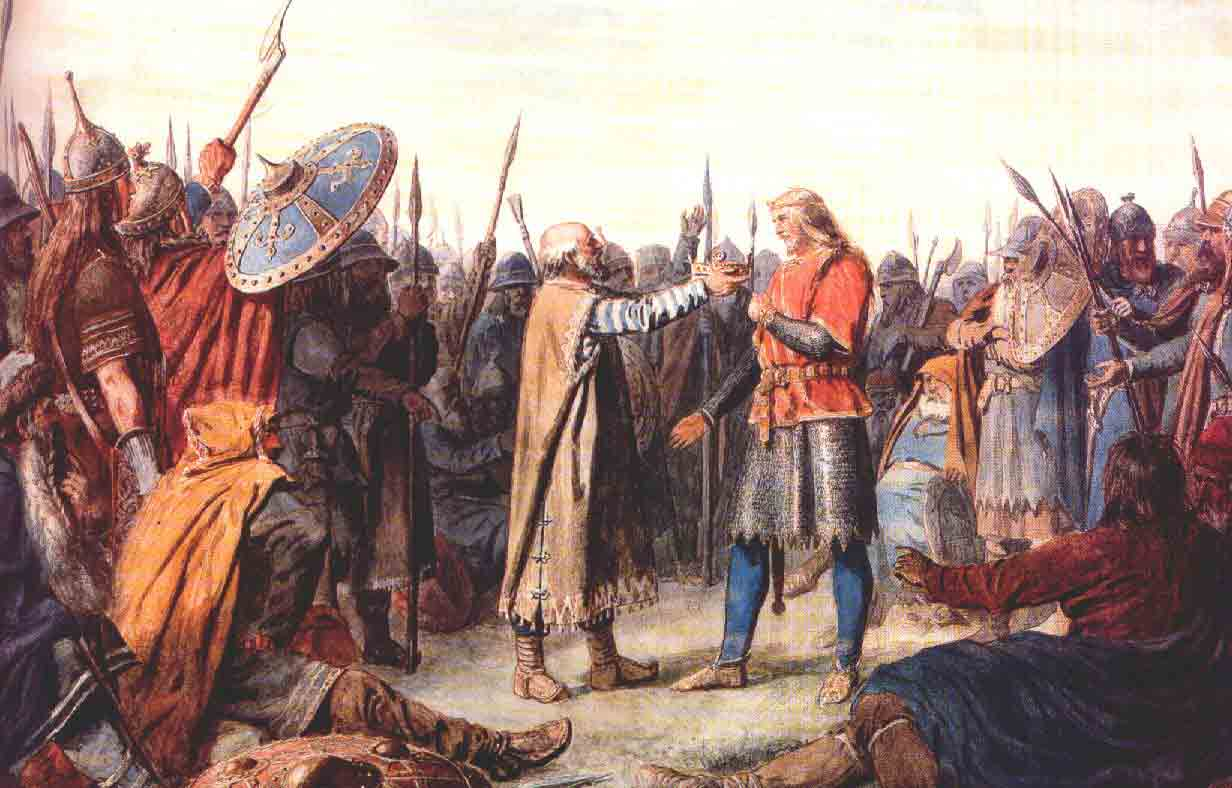
The Crowning of Olav I of Norway
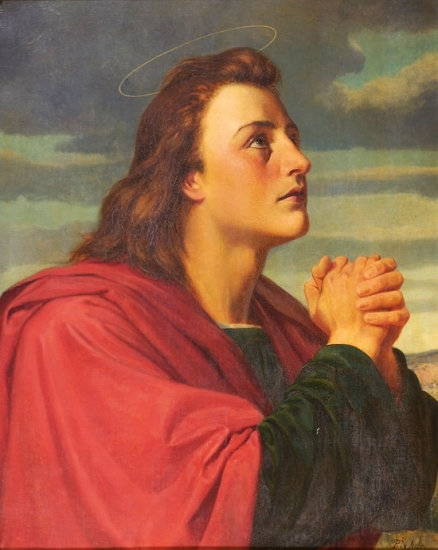
John the Apostle (1866)